# Longane

Mapa de algunas de las ciudades de Sicilia en la Antigüedad. Longane estaba ubicada en el noreste de la isla.

Longane fue una antigua colonia griega de Sicilia.
Se ha supuesto que se hallaba junto al río Longano, mencionado por Polibio como lugar donde hubo una batalla en el 270 a. C. donde los mamertinos fueron derrotados por Hierón II de Siracusa, cerca de Milas.
También se ha puesto en relación con un epíteto de Atenea, «Longátide», asignado por Licofrón.
Se han conservado litras del siglo V a. C. con la leyenda «ΛΟΓΓΑΝΑΙΟΝ» y las representaciones de una cabeza juvenil de Heracles y de una divinidad fluvial. También existe un caduceo de bronce conservado en el museo Británico de Londres con la inscripción ΛΟΝΓΕΝΑΙΟΣ EMI ΔHMOΣ[IOΣ] (soy el heraldo longanés) fechado en la primera mitad del siglo V a. C. La falta de testimonios posteriores al siglo IV a. C. sugiere que la ciudad ya había desaparecido, puesto que cuando Diodoro Sículo y Polibio relatan la batalla del río Longano, no mencionan ningún asentamiento a lo largo de su curso.
Se desconoce con seguridad su localización exacta, aunque tras las investigaciones arqueológicas habidas entre 2010 y 2012 se ha sugerido que el área de la antigua Longane comprendía una amplia zona protegida por fortificaciones situadas en los montes Ciappa, San Onofrio y Lando cuyo núcleo central debió estar en las proximidades del río Longano y cuyo territorio incluía la zona situada entre las cuencas de los ríos Mela y Patri (este último también llamado Termini) —un territorio que actualmente pertenece a Barcellona Pozzo di Gotto, Rodì Milici, Terme Vigliatore y Castroreale— y que en la Antigüedad limitaba con los territorios de Milas, Abaceno y Tíndaris.